# Center (Missouri)
Center és una població dels Estats Units a l'estat de Missouri. Segons el cens del 2000 tenia 644 habitants.

## Demografia
Segons el cens del 2000, Center tenia 644 habitants, 251 habitatges, i 161 famílies. La densitat de població era de 621,6 habitants per km².
Dels 251 habitatges en un 33,9% hi vivien nens de menys de 18 anys, en un 49% hi vivien parelles casades, en un 12,4% dones solteres, i en un 35,5% no eren unitats familiars. En el 29,5% dels habitatges hi vivien persones soles el 16,3% de les quals corresponia a persones de 65 anys o més que vivien soles. El nombre mitjà de persones vivint en cada habitatge era de 2,37 i el nombre mitjà de persones que vivien en cada família era de 2,94.
Per edats la població es repartia de la següent manera: un 25,8% tenia menys de 18 anys, un 7,8% entre 18 i 24, un 25,9% entre 25 i 44, un 16,1% de 45 a 60 i un 24,4% 65 anys o més.
L'edat mediana era de 38 anys. Per cada 100 dones de 18 o més anys hi havia 80,4 homes.
La renda mediana per habitatge era de 21.964 $ i la renda mediana per família de 27.125 $. Els homes tenien una renda mediana de 26.944 $ mentre que les dones 17.955 $. La renda per capita de la població era d'11.598 $. Entorn del 24% de les famílies i el 26,4% de la població estaven per davall del llindar de pobresa.

## Poblacions més properes
El següent diagrama mostra les poblacions més properes.